# Biserica evanghelică din Satu Nou, Bistrița-Năsăud

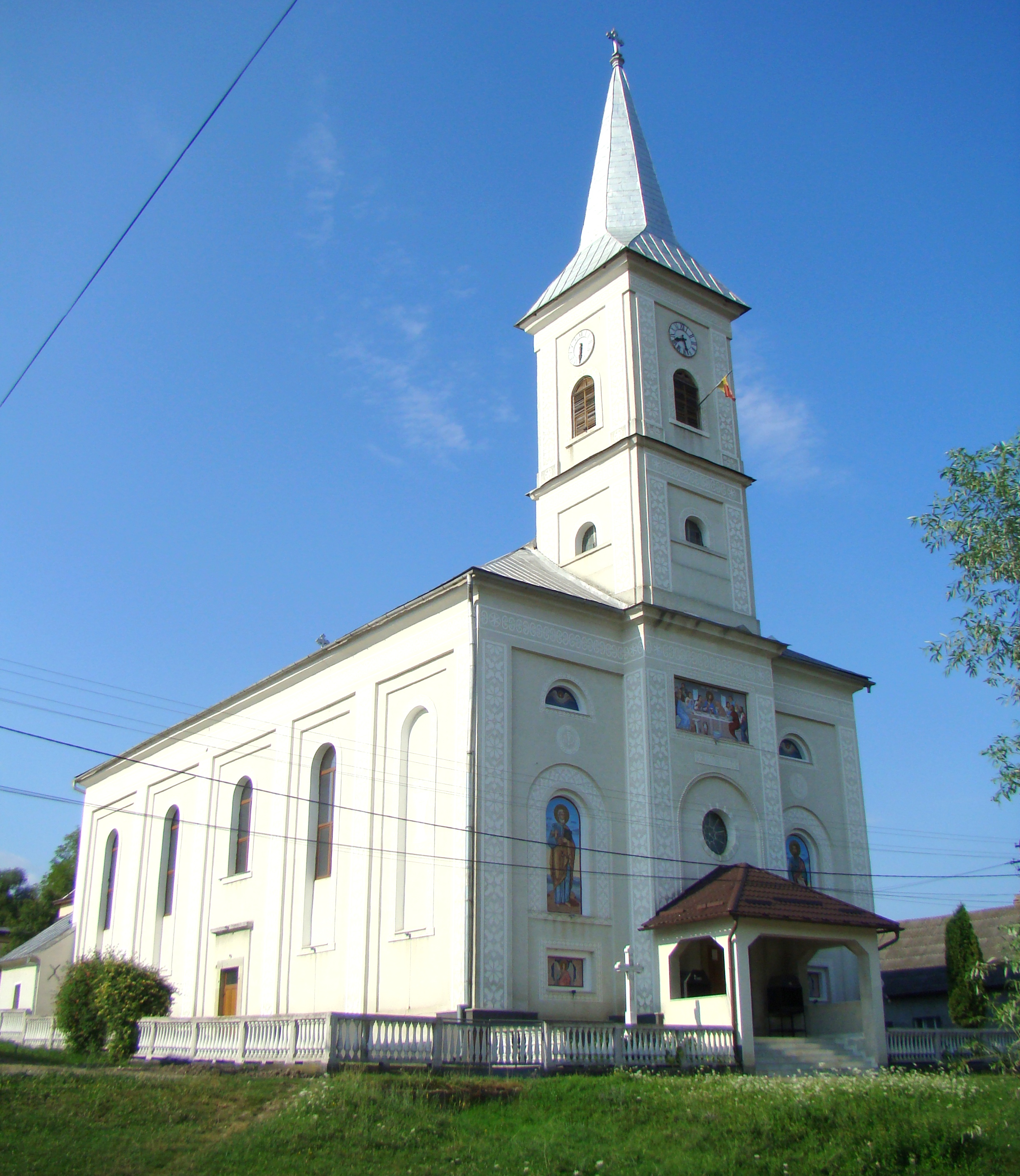
Biserica evanghelică din Satu Nou, comuna Cetate, județul Bistrița-Năsăud, foto: august 2018.

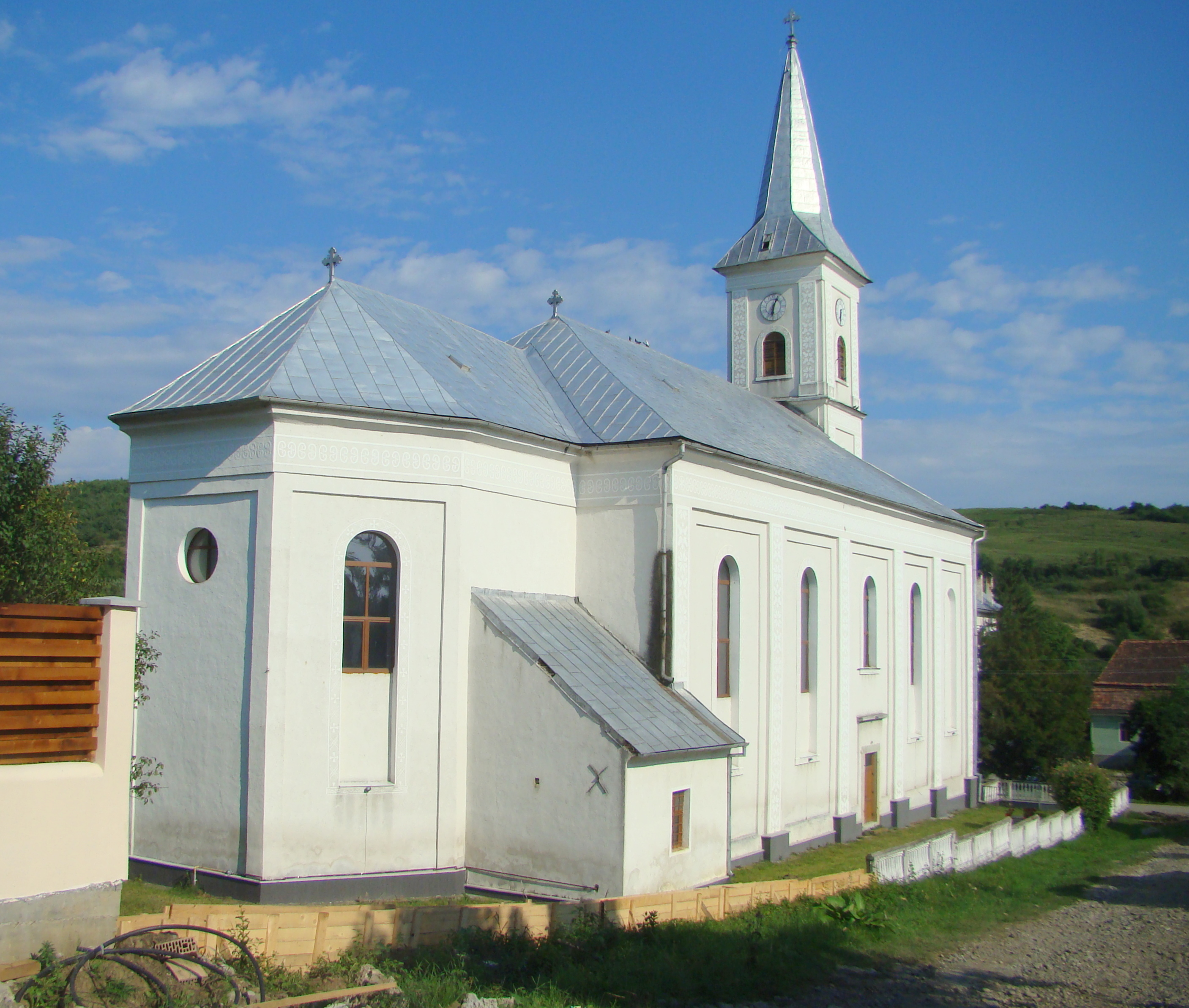
Biserica (nord-est)

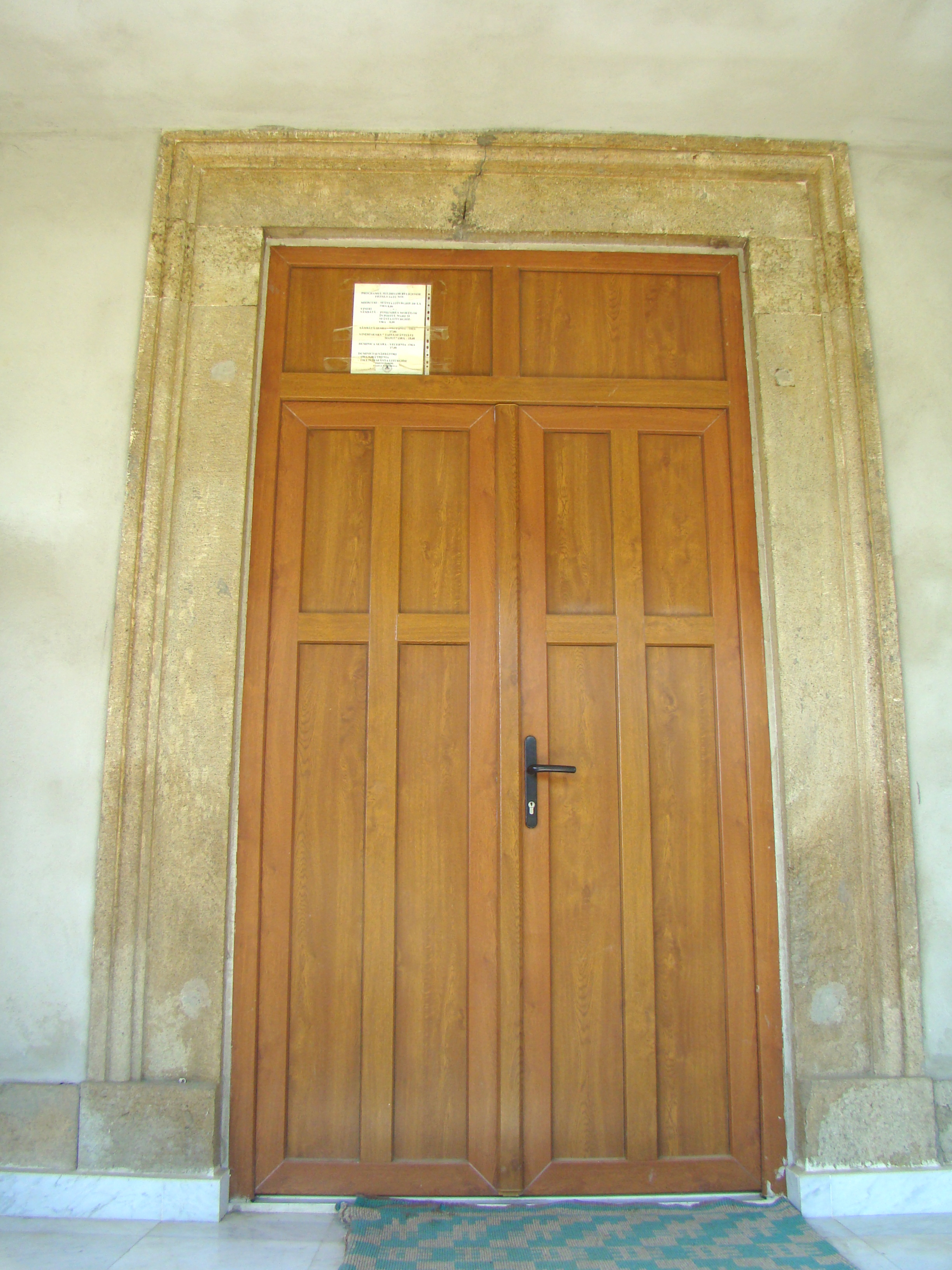
Ancadramentul intrării

Biserica evanghelică din Satu Nou este un lăcaș de cult aflat pe teritoriul localității Satu Nou, comuna Cetate, județul Bistrița-Năsăud. În prezent aparține parohiei ortodoxe.

## Localitatea
Satu Nou , mai demult Uifalăul Săsesc, Uifalău, Noul Săsesc, Satu-Nou, Noieni (în dialectul săsesc Naindref, Neindref, în germană Oberneudorf, Nösner-Neudorf, Neudorf, în maghiară Felsőszászújfalu, Szászújfalu, Újfalu) este satul de reședință al comunei Cetate din județul Bistrița-Năsăud, Transilvania, România. Prima atestare documentară este din 1332. 

## Biserica
Biserica a fost ridicată de comunitatea evanghelică din Satu Nou în anul 1861. După exodul sașilor transilvăneni, biserica a fost cumpărată de comunitatea ortodoxă, modificată la interior conform cerințelor cultului ortodox și a primit hramul „Sfinții Apostoli Petru și Pavel”. Biserica din localitatea Satu Nou este a doua ca mărime din județul Bistrița-Năsăud.

## Imagini

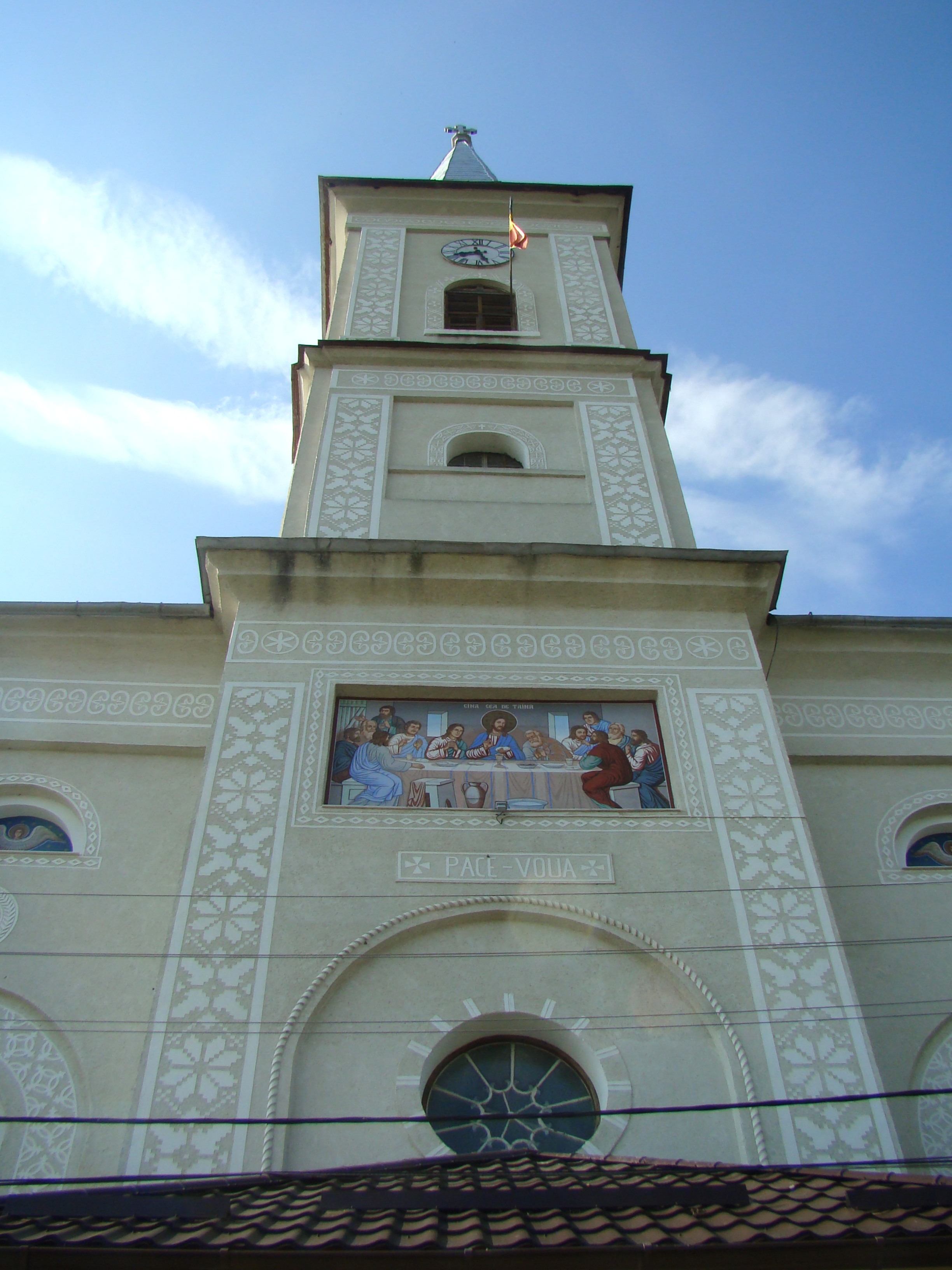
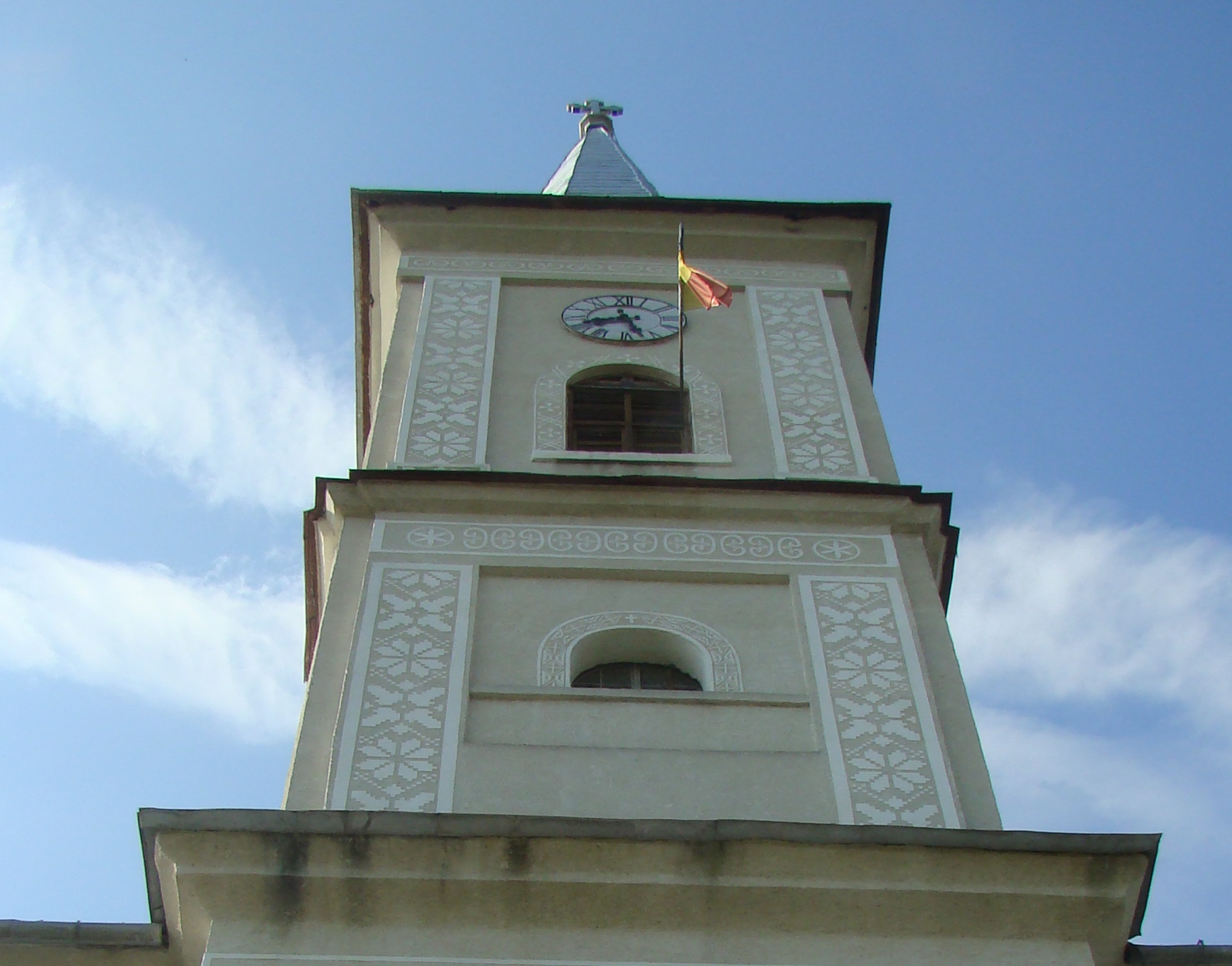
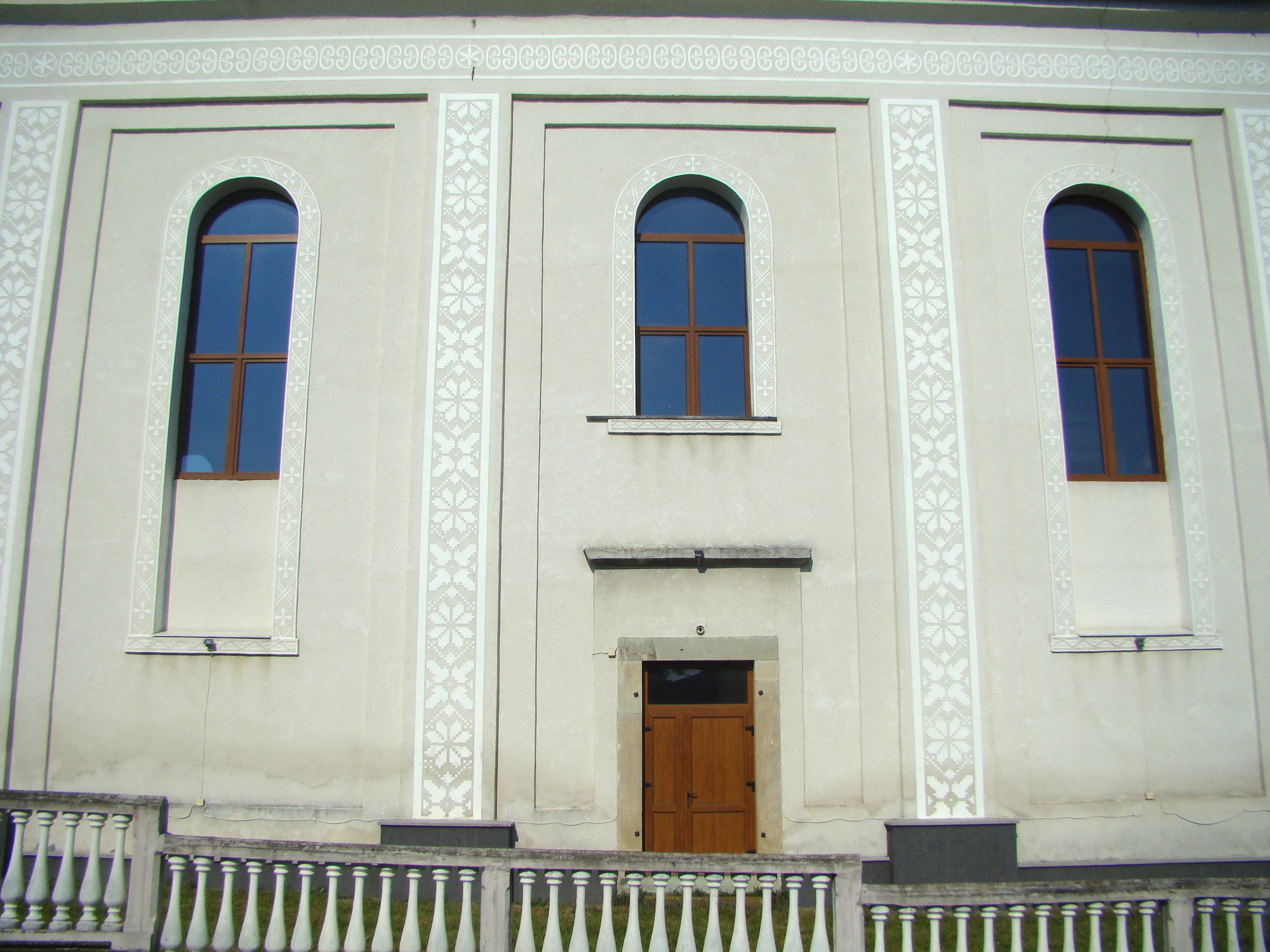
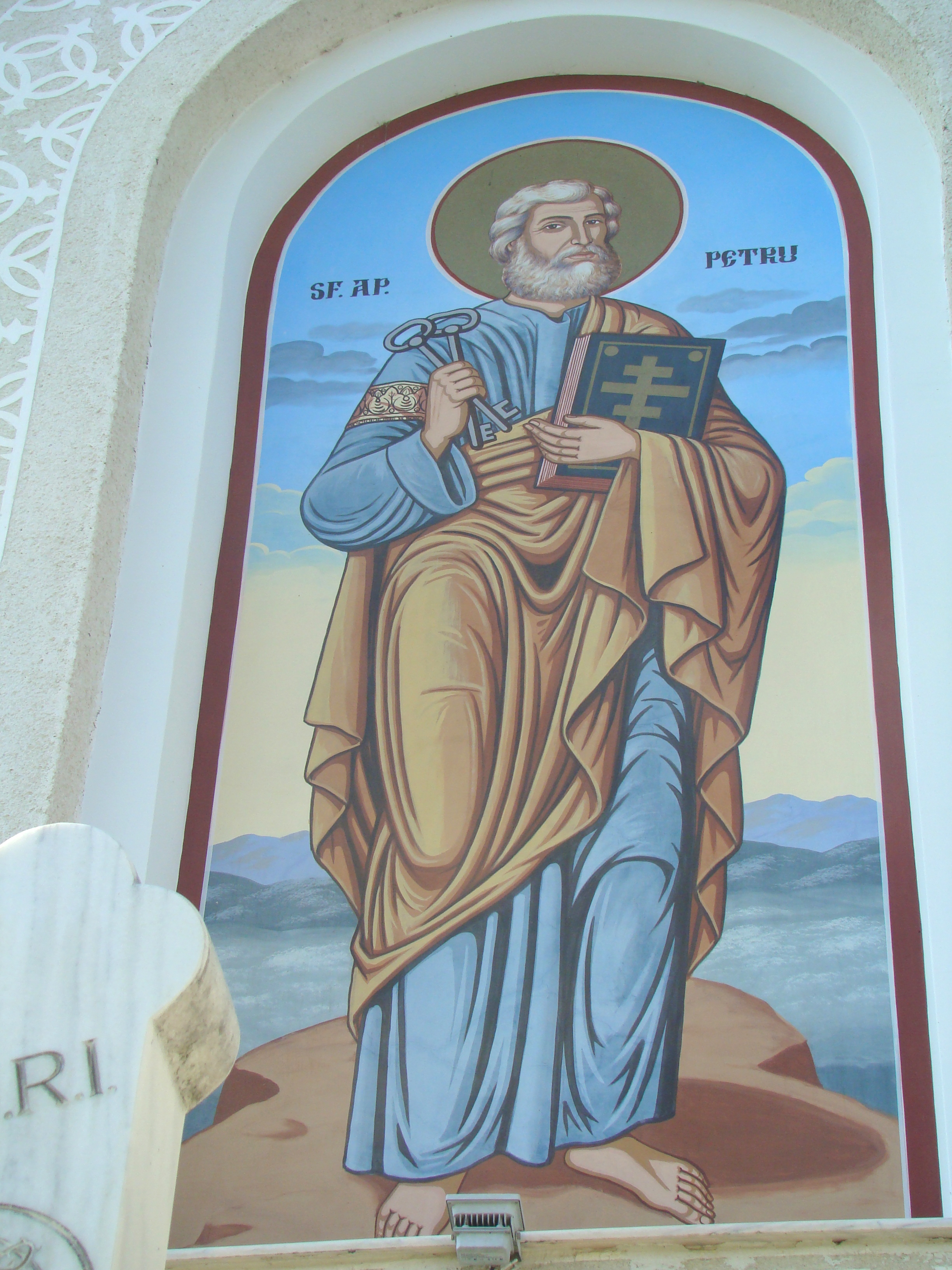
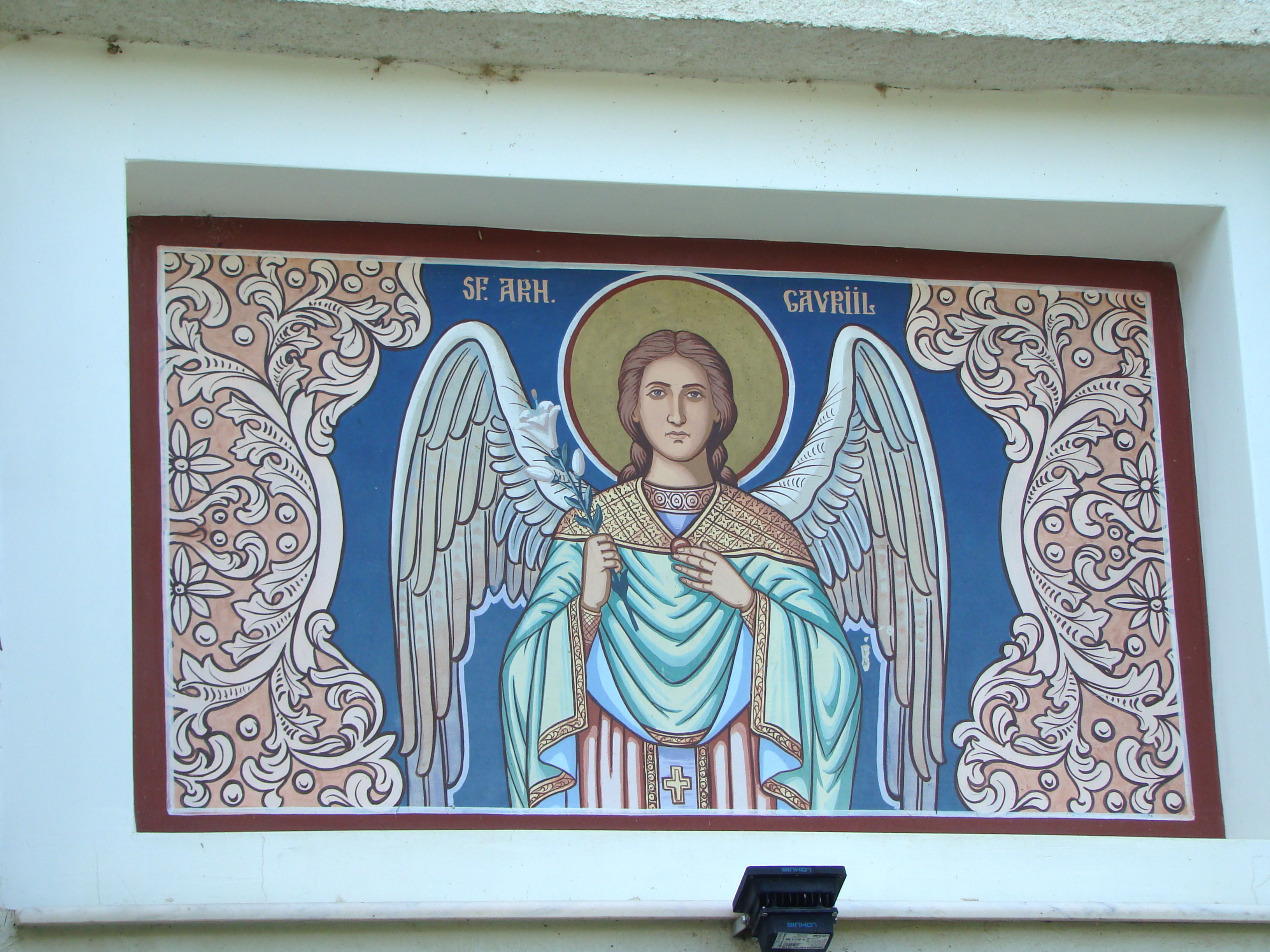
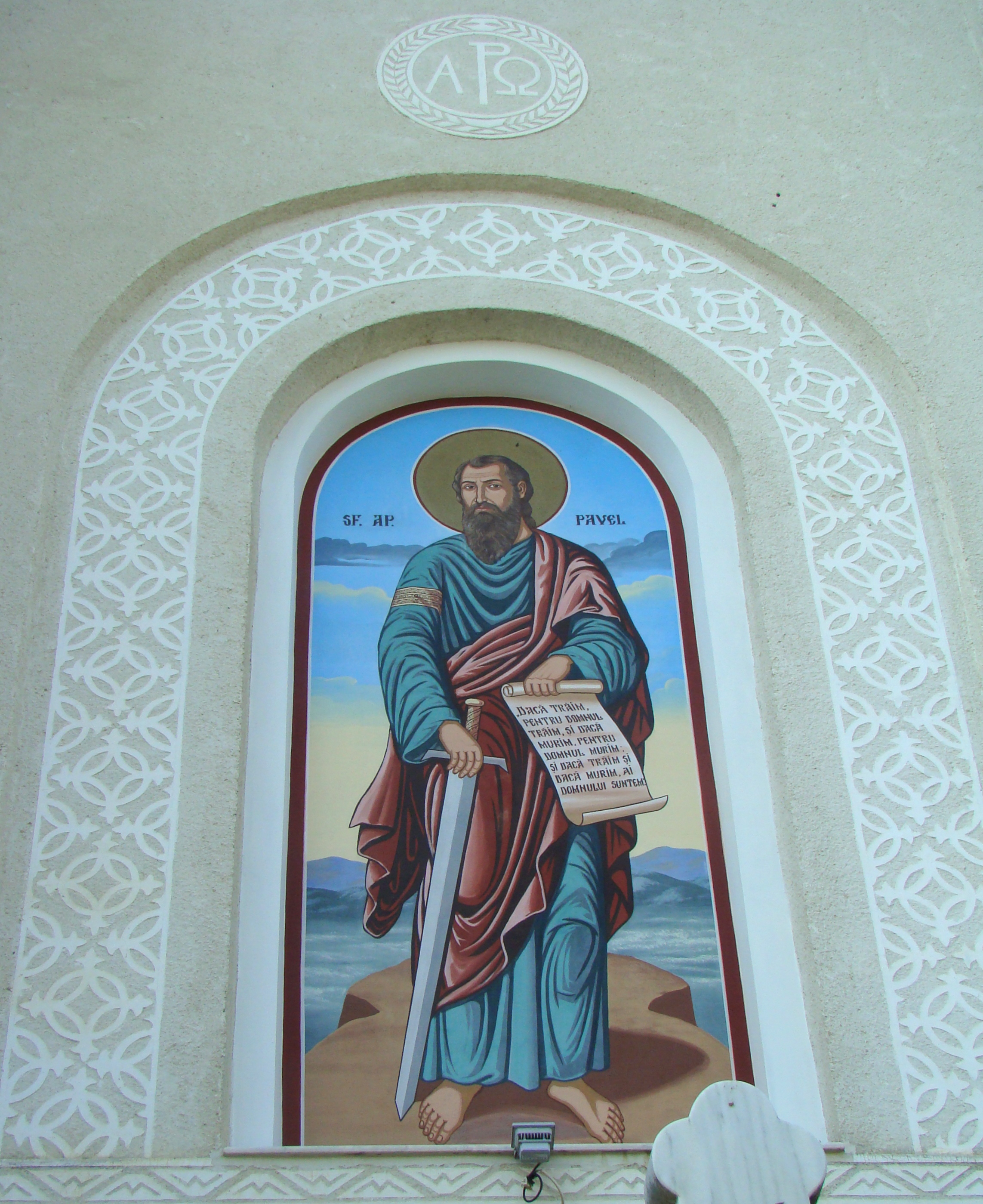